# 武士逸
武士逸（?—?），字逖，唐朝并州文水县（今山西省文水县）人，武华的儿子，武则天的三伯父。

## 生平
武士逸在唐朝建立时有战功，武德初年，为齊王府戶曹參軍，赐爵安陆县公、六安縣公。他跟随齐王李元吉镇守并州太原县，当时齊王有記室參軍事榮九思、戶曹武士逸、典籤裴宣儼，袁朗為文學。武德二年，他被刘武周所擒获，他暗中令人到京师，陈说破刘武周之计。刘武周被平，被朝廷慰勉，擢授益州行台左丞。多次上书言讲时政得失，唐高祖高兴得采纳了，转任始州刺史，贞观初年，为韶州刺史，卒，封酂国公，谥号节。武则天即位后，追封武士逸、武至元父子为蜀王。

## 子孙
- 武志元，倉、庫部郎中。
  - 武懿宗，河間王。
    - 武震，殿中監。
    - 武益，試太子中允。

  - 武嗣宗，蒲州刺史、管公。
    - 武瓖
- 武仁範，雲陽令、河間郡王。
  - 武尚賓，河間王、益王府長史。
  - 武重規，高平王、禮部尚書。
    - 武成卿
    - 武成藝

  - 武載德，千牛大將軍、潁川武烈王。
    - 武甄，字平一，考功員外郎、脩文館直學士。
      - 武集，梓州刺史。
      - 武備，殿中侍御史。
      - 武就，字廣成，潤州司馬。
        - 武譚，金壇令。
        - 武元衡，字伯蒼，相唐憲宗。
          - 武翊黃，字坤輿，大理卿。

      - 武登，江陰令。
        - 武儒衡，字庭碩，中書舍人。
          - 武籌。
          - 武忱，字希玄。

    - 武敬。
- 武安業，零陵令。
  - 武求已，太子僕、少卿。